# 冰风谷
《冰风谷》是一款由黑岛工作室开发的、由Interplay Entertainment正式发布于2000年6月20日的第三人称角色扮演类游戏。它是《冰风谷》系列游戏的第一代作品。遊戲設定在龍與地下城被遺忘的國度的 campaign setting 下發生，並且以進階龍與地下城第2版規則為基礎。
遊戲由創造冒險團隊開始，這團隊在一連串奇異的事件下被徵召為旅行者的衛兵。隨著故事進行，玩家會知曉一個威脅著冰風谷的十镇（Ten Towns）的惡魔夙怨。
遊戲獲得正面的評價，評論讚美遊戲的音樂和內容，後者被與《暗黑破壞神》相論。遊戲因為和先前使用無限引擎的遊戲相似而受批評。遊戲的資料片《冰風之谷：寒冬之心》在2002年釋出。发行商也釋出了一個名叫 Trials of the Luremaster 的免費資料片，不過需要《寒冬之心》擴充包才能玩。
遊戲並沒有照著R·A·薩爾瓦多的冰風之谷三部曲（the Icewind Dale Trilogy）的事件進行，例如 Drizzt Do'Urden、Bruenor Battlehammer 和其他角色們並沒有在遊戲裡出現（遊戲的時間點在不同的世紀）。